# Гулд (лунный кратер)
Кратер Гулд (лат. Gould) — останки древнего крупного ударного кратера в центральной части Моря Облаков на видимой стороне Луны. Название присвоено в честь американского астронома Бенджамина Апторпа Гулда (1824—1896) и утверждено Международным астрономическим союзом в 1935 г. 

## Описание кратера
Ближайшими соседями кратера являются кратер Любинецкий на западе-северо-западе, кратер Опельт на севере, кратер Николле на юго-востоке, кратер Вольф на юге и кратер Буллиальд на западе-юго-западе. Селенографические координаты центра кратера 19°16′ ю. ш. 17°15′ з. д. / 19,26° ю. ш. 17,25° з. д., диаметр 33 км, глубина 0,19 км.
Кратер затоплен базальтовой лавой при образовании Моря Облаков и над поверхностью моря выступают лишь отдельные сегменты его вала. Наиболее сохранилась западная часть вала, представляющая собой изогнутый хребет. Высота вала над окружающей местностью составляет 960 м, объем кратера составляет приблизительно 820 км³. Южная часть чаши пересечена цепочкой кратеров, не имеющей собственного названия.

## Сателлитные кратеры

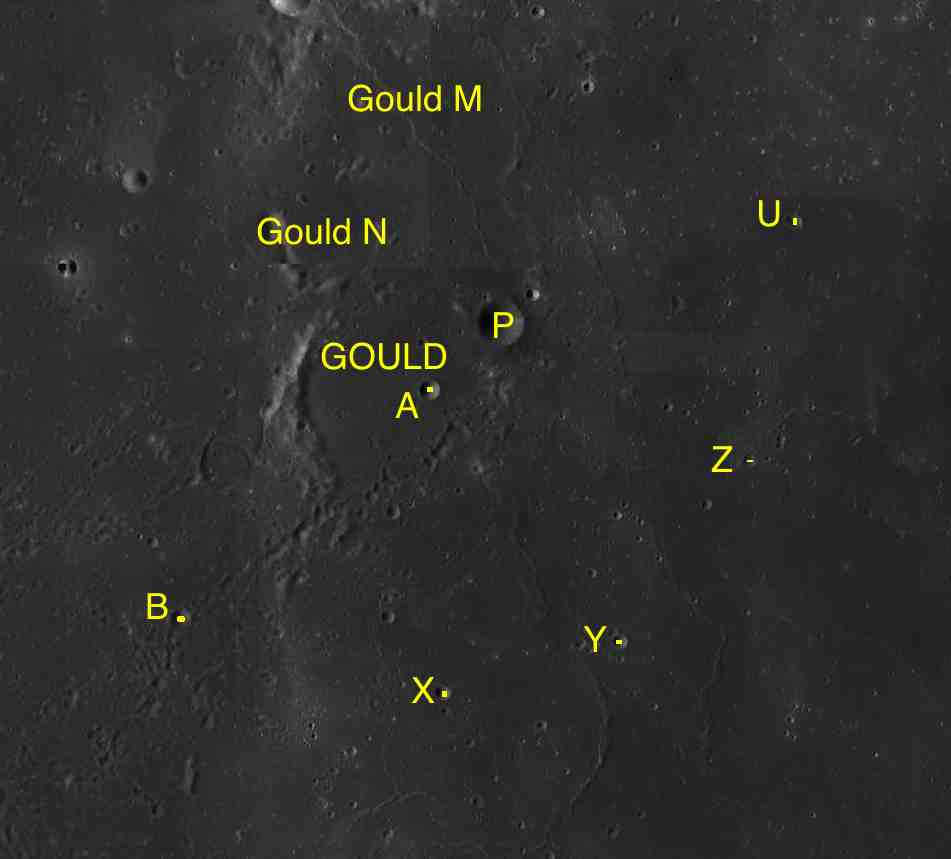
Фрагмент карты LAC-94.

| Гулд | Координаты                                            | Диаметр, км |
| ---- | ----------------------------------------------------- | ----------- |
| A    | 19°14′ ю. ш. 17°03′ з. д. / 19,23° ю. ш. 17,05° з. д. | 3,3         |
| B    | 20°32′ ю. ш. 18°30′ з. д. / 20,53° ю. ш. 18,5° з. д.  | 3,5         |
| M    | 17°40′ ю. ш. 17°14′ з. д. / 17,67° ю. ш. 17,24° з. д. | 41,5        |
| N    | 18°21′ ю. ш. 17°41′ з. д. / 18,35° ю. ш. 17,69° з. д. | 17,3        |
| P    | 18°51′ ю. ш. 16°39′ з. д. / 18,85° ю. ш. 16,65° з. д. | 7,5         |
| U    | 18°13′ ю. ш. 14°58′ з. д. / 18,22° ю. ш. 14,97° з. д. | 2,7         |
| X    | 20°55′ ю. ш. 16°55′ з. д. / 20,91° ю. ш. 16,92° з. д. | 2,3         |
| Y    | 20°35′ ю. ш. 15°53′ з. д. / 20,59° ю. ш. 15,88° з. д. | 2,5         |
| Z    | 19°34′ ю. ш. 15°10′ з. д. / 19,56° ю. ш. 15,16° з. д. | 2,0         |